# Internet in Armenien
In Armenien nutzten 2016 etwa 49,9 % der Bevölkerung das Internet, was leicht unter dem weltweiten Durchschnitt von 51,7 % liegt. Die Top-Level-Domain von Armenien ist .am.

## Statistik
Die Zugänge zum Internet in Armenien haben in den letzten Jahren stark zugenommen. Von 6 % versorgten Haushalten 2007 stieg die Anzahl der Internetzugänge 2012 auf 39 %. Allerdings wurde in diesem Zeitraum so gut wie nichts für leistungsfähige Zugänge für Geschäftskunden getan.
Zwischen 2005 und 2007 gab sich die semipräsidiale Regierung zwar Mühe, Presse- und Medienfreiheit im Land zu liberalisieren, es gelang jedoch zunächst nicht, die Monopolstellung eines Telekommunikationsanbieters zu beenden.
Armenien war das erste Land nach der Ablösung von der Sowjetunion mit einem privaten Telekommunikationsmarkt; ein griechisches Unternehmen hatte 13 Jahre das Monopol. Dieses Monopol wurde durch die armenische Regierung beendet, so dass die Armenier nunmehr zwischen drei verschiedenen Anbietern wählen können.
Der Internetmarkt konzentriert sich vor allem auf die Hauptstadt Jerewan, in der ein Drittel der Bewohner Armeniens wohnt. Das führt zu Desinteresse, verlässliche Verbindungen auch in weniger dicht bevölkerten Gebieten einzurichten. Für den Großteil der Einwohner ist der Preis für eine Verbindung mit durchschnittlicher Geschwindigkeit gut bezahlbar.
Die Regierung ist sehr vorsichtig, wenn es darum geht, Druck auf Oppositionelle auszuüben, weil sie nicht in den Fokus internationaler Organisationen kommen will. Sowohl die Regierung als auch die Opposition haben Kontrolle über Medien im Internet, sei es durch von Parteianhängern besetzte Führungspositionen oder durch finanzielle Unterstützung. Die dennoch vorhandene Freiheit führte zu einem Anwachsen des Journalismus im Internet, was zu vielen Sichtweisen des Geschehens führt. Dieser Wandel vollzog sich in den letzten zehn Jahren.
Die Mehrheit der Benutzer benutzen das Internet für soziale Netzwerke, weil dies günstiger ist als traditionelle Sprach-Bild-Telefonie.